# عثمان بن مظعون
عثمان بن مظعون (به عربی: عثمان بن مظعون) از یاران و اصحاب
پیامبر اسلام بود. او از قریش بود و برادر رضاعی محمد بود؛ یعنی هر دو از یک مادر شیر نوشیده بودند. بین عثمان بن مظعون و مالک بن تیهان، عقد اخوت توسط پیامبر جاری شد. او چهاردهمین مردی بود که به اسلام ایمان آورد و به مدینه هجرت کرد. عثمان بن مظعون انسانی عابد و زاهد بود و یکی از افرادی است که آیه ۹۳ سوره "مائده" در مورد وی نازل شده‌است. خواهر عثمان، زینب بنت مظعون، همسر عمر بن خطاب و مادر عبدالله بن عمر بود.

## زندگی
او با خوله بنت حکیم ازدواج کرد، که مانند خودش از اولین کسانی بود که مسلمان شدند. به گفته ابن اسحاق، او در اولین هجرت گروهی از مسلمانان را به حبشه رهبری کرد. او همچنین پسر عموی امیة بن خلف بود.
در روایتی آمده است که عثمان بن مظعون از روی عبادت دینی تصمیم گرفت خود را وقف نماز کند و از همسرش نذز عفت بگیرد. همسرش در این باره با محمد صحبت کرد و محمد با ملایمت به عثمان یادآوری کرد که خود او نیز به عنوان پیامبر دارای زندگی خانوادگی است و عثمان در قبال خانواده خود مسئولیت دارد و نباید رهبانیت را به عنوان یک عمل دینی بپذیرد.

## درگذشت
عثمان بن مظعون در سال سوم پس از هجرت در مدینه درگذشت و اولین مدفون در بقیع شد.